# Wales (Dakota del Nord)
Wales è un centro abitato (city) degli Stati Uniti d'America, situato nella Contea di Cavalier nello Stato del Dakota del Nord. Nel censimento del 2000 la popolazione era di 30 abitanti. La città è stata fondata nel 1897.

## Geografia fisica
Secondo i rilevamenti dell'United States Census Bureau, la località di Wales si estende su una superficie di 0,70 km², tutti occupati da terre.

## Popolazione
Secondo il censimento del 2000, a Wales vivevano 30 persone, ed erano presenti 7 gruppi familiari. La densità di popolazione era di 49 ab./km². Nel territorio comunale si trovavano 31 unità edificate. Per quanto riguarda la composizione etnica degli abitanti, il 100% era bianco.
Per quanto riguarda la suddivisione della popolazione in fasce d'età, il 6,7% era al di sotto dei 18, il 10,0% fra i 18 e i 24, il 13,3% fra i 25 e i 44, il 30,0% fra i 45 e i 64, mentre infine il 40,0% era al di sopra dei 65 anni di età. L'età media della popolazione era di 56 anni. Per ogni 100 donne residenti vivevano 150,0 maschi.